# Коневодство
Конево́дство — отрасль животноводства, занимающаяся разведением и использованием лошадей. 
Также «Коневодство» — дисциплина (предмет) сельскохозяйственной науки. В России продуктивное коневодство составляет 7 % от всего коневодства, поставляя ценное диетическое мясо.

## История
Коневодство возникло в странах и государствах Азии и Европы в IV тысячелетии до нашей эры, далее распространилось по всему миру — во II тысячелетии до нашей эры лошади из Малой Азии проникают в Африку, в XVI веке завозятся в Америку, в Австралию — в XVII веке.
Прирученная и одомашненная лошадь стала постоянным помощником человека в военном деле в основном в кавалерии, выполнении сельскохозяйственных и транспортных работ (конная колесница начала применяться на рубеже III—II тысячелетие до нашей эры).
К концу XIX века по абсолютному количеству лошадей Российская империя занимала первое место в мире: в 1896 году в стране было более 25 млн лошадей, а в мире было 60 млн лошадей. В приведении к удельным показателям в 1882 году это составляло 25,5 на 100 жителей. Хотя сопоставимый показатель имели и США (24,3), по качеству лошадей Российская империя значительно уступала США. «Хотя Россия весьма богата количеством лошадей, но нельзя сказать того же о их качестве… преобладающим типом является русская крестьянская лошадь, не удовлетворяющая своим телосложением самым скромным требованиям, предъявляемым к рабочей лошади». Если взять число лошадей в рабочем возрасте то удельный показатель для России снижался с 25,5 до 19,3. К недостаткам российского коневодства относилось: «сравнительно небольшое число жеребцов и вообще ещё меньшее число жеребцов, могущих передать приплоду соответствующее требованиям телосложение; совместная пастьба молодых лошадей различных полов, отчего происходит преждевременная случка; употребление в весьма раннем возрасте в работу; непосильный труд и в высшей степени несоответствующие гигиенические условия; частые конские падежи и т. п.»
В первом десятилетии XX века соотношение показатель России и Америки стало меняться: в то время, как США стала бурными темпами развиваться механизация сельского хозяйства, и автомобили стали вытеснять извозчиков, поголовье лошадей в России (и их качество) продолжало расти. В 1916 году во всех категориях хозяйств Российской империи насчитывалось 38 миллионов 187 тысяч лошадей.
В боевых действиях Первой мировой и Гражданской войн, а также в результате утраты Финляндии, десяти польских, трёх прибалтийских губерний, а также Карсской области на Кавказе поголовье лошадей во вновь образованном Советском Союзе оказалось почти вдвое меньшим.

### СССР
Благодаря реализации Декрета о животноводстве к 1929 году поголовье лошадей в СССР достигло 34,6 млн. Хотя показатель 1916 года, приведённый к границам до 1939 года (34,2 млн), был этим даже несколько превышен.
Так, только в Москве на пике НЭПа насчитывалось свыше 30 тыс. тягловых (ломовых) лошадей и несколько тысяч легковых извозчиков. Успехи индустриализации СССР в годы предвоенных («сталинских») пятилеток резко изменили картину. Автомобильный транспорт и трактора стали устойчиво вытеснять конную тягу, и к 1 января 1941 года поголовье лошадей в СССР сократилось до 21 миллиона. Как таковое, сокращение это не было самоцелью, и происходило только по мере перевода сельского хозяйства и перевозок на машинную тягу. При этом в шести республиках из 15 (Грузия, Азербайджан, Армения, Латвия, Эстония, таджикистан) число лошадей к началу 1941 года даже увеличилось против предреволюционного, а в Узбекистане осталось на сопоставимом уровне.
.
Накануне Великой Отечественной войны по абсолютному поголовью лошадей среди союзных республик лидировали РСФСР (11,2 млн), Украина (4,6 млн), Белоруссия (1,2 млн) и Казахстан (0,9 млн). Суммарное поголовье двух последних было меньшим, чем в социалистической Монголии (2,5 млн). Этот потенциал МНР не приходится сбрасывать со счетов, оценивая масштабы использования лошадей как на фронте, так и в советском тылу. Всего
на фронтах войны в кавалерии, конной артиллерии, партизанском движении использовали 3 млн лошадей, а 7 млн было угнано в Германию.
В первые годы послевоенного восстановления потребность в лошадях в сельском хозяйстве была особенно высока. Вплоть до года смерти Сталина (1953 год) поголовье лошадей в СССР год от года возрастало. В 1951 году в стране насчитывалось 13 млн 655 тыс. лошадей (две трети к предвоенному поголовью), а в 1953 году уже 16 млн 273 тысячи.
С приходом к власти Хрущёва поголовье лошадей стало снижаться: 1954 год — 15,4 млн, 1955 год — 14,1 млн и так далее.
За свёртыванием коневодства стояли как объективные (поставка новой сельхозтехники; расформирование в 1955 году кавалерии как рода войск), так и субъективно волюнтаристские факторы новой сельскохозяйственной политики Н. С. Хрущёва. В известном смысле лошади не вписывались в его авантюрную программу ускоренного строительства коммунизма; в одной из песен того времени пелось, что лошади «в век атомный нелепые». Так или иначе, и в СССР, и за рубежом вытеснение тяглового коневодства автотракторной техникой было предопределено общей тенденцией развития производительных сил. Даже в Монголии, где государству принадлежало только 4 % поголовья скота, кооперированным аратам — 75 % и ещё 22 % находилось в личной собственности, проголовье лошадей сократилось с 2,5 млн в 1960 до 2,2 млн в 1972 году
В 1971 году поголовье лошадей в СССР составляло 7,4 млн, а 1981 — 5,6 млн, после чего оно несколько увеличилось, и на протяжении 1986—1991 года сохранялось на уровне 5,9 млн. За 1981—1991 год доля РСФСР в общесоюзном счёте снизилась с 45,8 % до 44,2 %, а Украины с 15 % до 12,5 %. Одновременно Казахстан показал рост с 1300 до 1626 тыс., а Киргизия с 259 до 313 тыс., опередив Белоруссию по абсолютной численности поголовья лошадей.
В 1981 году на государственном уровне были приняты некоторые меры по развитию коневодства, но последующая перестройка, распад СССР, экономическая разруха привели в упадок все конные заводы, в которых выращивают породистых лошадей, а в большинстве деревень не стало и рабочих лошадей. Сегодня в целом положение дел улучшается: в российском коневодстве с 1999 года племенное коневодство перестало быть убыточным. Всё больше приобретают популярность конный туризм и конные охоты, проводятся международные состязания по разным видам конного спорта. В Москве ежегодно разыгрывается один из этапов Кубка мира и Кубок мэра по выездке и конкуру с призовым фондом 200 тысяч долларов. На этих соревнованиях можно увидеть лучших всадников планеты, таких, как многократные чемпионы мира Вилли Меллиган из Швейцарии и Франке Слоотаак из Германии, олимпийский чемпион голландец Йеро Дуббелдам и др.

### Россия
Система племенного коневодства в Российской Федерации включает 55 племенных конных заводов, в том числе 46 — по разведению лошадей заводских пород, 129 племенных репродукторов, из которых 64 занимаются воспроизводством лошадей заводских пород и 15 генофондных хозяйств по сохранению местных пород лошадей. Кроме того, разведением племенных лошадей занимаются 867 физических лиц и индивидуальных предпринимателей. В базе данных централизованного племенного учёта в коневодстве зарегистрировано около 1 100 организаций, занимающихся коневодством.
С 1999 года в Москве и Санкт-Петербурге каждый год проводятся выставки лошадей — всероссийская «Эквирос» и международная «Коневодство. Конный спорт». Смотром лучших достижений коневодов стала и ежегодная выставка в столице Татарстана Казани — «Кони, мои кони». На них представлены не только лошади различных пород, но и современное конное снаряжение (амуниция), предметы ухода за лошадьми, различные экипажи, экипировка для всадников, коневозки, денники, корма, ветеринарные препараты.
За последнее десятилетие изменилась структура российского коневодства и коннозаводства: почти равную долю с государственным сектором занимает частный, в том числе вновь организованные конные заводы, как например, «Орос» (арабская и чистокровная верховая порода), «Отрада» (русская верховая), имени В. П. Шамборанта (ахалтекинская), ООО конный завод «СИН» (американская рысистая). Лошадьми сегодня занимается множество организаций: конные заводы, спортивные и прокатные конюшни, племенные репродукторы, ипподромы, колхозы, лесхозы, фермерские и охотничьи хозяйства, турбазы, различные фирмы, включая нефтяные, газовые, энергетические и прочие компании, а также учебные и научно-исследовательские институты.
За 1991 — 2009 годы общее поголовье лошадей в России уменьшилось с 2618,4 до 1375,3 тыс. голов, или на 47,5 процента. В 2006 — 2009 годах, впервые после семнадцатилетнего снижения поголовья, наметилась тенденция роста общей численности лошадей — на 70,9 тыс. голов (5,4 %).
На 1 января 2021 года численность лошадей сократилась до 1 303 000 голов (-8 тысяч голов за год).
Единственная в Российском государстве специализированная кафедра коневодства имеется в ФГБОУ ВО «Российский государственный аграрный университет — Московская сельскохозяйственная академия имени К. А. Тимирязева» (РГАУ-МСХА имени К. А. Тимирязева). Сейчас на бакалавриате студенты имеют возможность выбирать и обучаться на кафедре по профилю Коневодство. В магистратуре студенты на данной кафедре могут поступить и обучаться по программе «Коневодство и конный спорт». На кафедре преподают ведущие учёные исследователи по коневодству. Кафедра курирует племенную работу и выдает владельцам сертификаты на племенных лошадей карачаевской и русской верховой породы.
Всероссийский НИИ коневодства является головным научным центром. Он расположен в Рыбновском районе Рязанской области. Учёные этого НИИ координируют внутрипородную племенную работу, выдают владельцам сертификаты на племенных животных основных заводских пород, проводят иммунологический контроль и идентификацию лошадей, осуществляют межрегиональные и международные связи в коневодстве, разрабатывают наиболее эффективные методы ведения коневодства и коннозаводства.
Конных заводов в России около 90, а действующих ипподромов — 33. Из них самый большой и старейший Московский ипподром.

### Динамика численности
На сегодняшний день Россия по численности лошадей занимает шестое место в мире, а пальма первенства принадлежит Китайской Народной Республике. Хорошие тенденции в увеличении поголовья лошадей наблюдаются в Мексике, Бразилии, Франции. Динамика роста поголовья лошадей нестабильна не только в России — так или иначе спад наблюдается и в других государствах.
Можно сказать, что состояние конного дела является одним из показателей развитости государства. А породистых лошадей всегда считали национальным достоянием, которое старались приумножить. По данным некоторых агентств в 1993 году во всём мире насчитывалось 427 пород лошадей. В бывшем СССР разводили примерно седьмую часть от них, а теперь в России только три десятка отечественных пород, в том числе будённовская, русская верховая, башкирская, несколько всемирно известных, чистокровная верховая, арабская, ахалтекинская, тракененская, ганноверская, американская рысистая, першеронская, шетлендский пони, единичные экземпляры таких пород, как ольденбургская, баварская, французская верховая, теннессийская, кватерхорс, андалузская. Для племенного разведения используют только 18 % лошадей от их общего количества.
| Динамика численности лошадей в ряде государств мира (тыс. гол.) | Динамика численности лошадей в ряде государств мира (тыс. гол.) | Динамика численности лошадей в ряде государств мира (тыс. гол.) | Динамика численности лошадей в ряде государств мира (тыс. гол.) | Динамика численности лошадей в ряде государств мира (тыс. гол.) | Динамика численности лошадей в ряде государств мира (тыс. гол.) | Динамика численности лошадей в ряде государств мира (тыс. гол.) | Динамика численности лошадей в ряде государств мира (тыс. гол.) | Динамика численности лошадей в ряде государств мира (тыс. гол.) | Динамика численности лошадей в ряде государств мира (тыс. гол.) |         |  |
| Государство \ Год                                               | 1964 г.                                                         | 1966 г.                                                         | 1971 г.                                                         | 1981 г.                                                         | 1985 г.                                                         | 1988 г.                                                         | 1990 г.                                                         | 1998 г.                                                         | 2007 г.                                                         | 2023 г. |  |
| --------------------------------------------------------------- | --------------------------------------------------------------- | --------------------------------------------------------------- | --------------------------------------------------------------- | --------------------------------------------------------------- | --------------------------------------------------------------- | --------------------------------------------------------------- | --------------------------------------------------------------- | --------------------------------------------------------------- | --------------------------------------------------------------- | ------- |  |
| КНР                                                             | 7600                                                            | 7600                                                            | 8883                                                            | 11100                                                           | 10987                                                           | 9691                                                            | 7294                                                            | 5859                                                            | н/д                                                             | 3600    |  |
| Бразилия                                                        | 8600                                                            | 9500                                                            | н/д                                                             | 6300                                                            | 6330                                                            | 5850                                                            | 6000                                                            | 6400                                                            | н/д                                                             | 5600    |  |
| Мексика                                                         | 4500                                                            | 4200                                                            | 5579                                                            | 6502                                                            | 6135                                                            | 6160                                                            | 6170                                                            | 6250                                                            | 6060                                                            | 6600    |  |
| США                                                             | 3500                                                            | н/д                                                             | 7667                                                            | 9928                                                            | н/д                                                             | н/д                                                             | 10456                                                           | 10000                                                           |                                                                 | 9000    |  |
| Монголия                                                        | 2500                                                            | 2300                                                            | 2262                                                            | 1985                                                            | 1961                                                            | 2047                                                            | 2200                                                            | 2900                                                            | 3500                                                            | 4200    |  |
| Россия (до 1991 РСФСР)                                          | …                                                               | …                                                               | …                                                               | …                                                               | 2546                                                            | 2625                                                            | 2620                                                            | 2201                                                            | 1343                                                            | 1123    |  |
| Казахстан (до 1991 Казахская ССР)                               | …                                                               | …                                                               | …                                                               | 1295                                                            | 1455                                                            | …                                                               | 1610                                                            | 1683                                                            | 2175                                                            | 4000    |  |
| СССР                                                            | 8500                                                            | 8000                                                            | 7400                                                            | 5563                                                            | 5782                                                            | 5885                                                            | 5920                                                            | —                                                               | —                                                               | —       |  |
| Румыния                                                         | н/д                                                             | н/д                                                             | 686                                                             | н/д                                                             | 660                                                             | 693                                                             | 663                                                             | 820.                                                            | н/д                                                             | 1000    |  |
| Германия                                                        | н/д                                                             | н/д                                                             | 411                                                             | 452                                                             | 471                                                             | н/д                                                             | 477                                                             | 680.                                                            | н/д                                                             | 890     |  |
| Польша                                                          | 2600                                                            | 2600                                                            | 2573                                                            | н/д                                                             | 1404                                                            | 1051                                                            | 941                                                             | 558                                                             | 460                                                             | 270     |  |
| Франция                                                         | 1500                                                            | 1400                                                            | 691                                                             | 317                                                             | 310                                                             | 315                                                             | 319                                                             | 347.                                                            | н/д                                                             | 350     |  |
| Италия                                                          | н/д                                                             | н/д                                                             | 292                                                             | 273                                                             | 245                                                             | н/д                                                             | 256                                                             | 323                                                             | н/д                                                             | 450     |  |
| Весь мир                                                        |                                                                 |                                                                 |                                                                 |                                                                 | 65683                                                           | н/д                                                             | 61164                                                           | 60946                                                           | н/д                                                             | н/д     |  |

## Разведение пород
Человек с древних времён совершенствовал качества лошади, создавал породы, которые отвечали его потребностям. На данный момент созданы три основных породных направления лошадей: верховой, упряжной и тяжеловозный. Внутри типов создано свыше 200 пород и породных групп лошадей.